# 卡拉奇大贾米亚清真寺

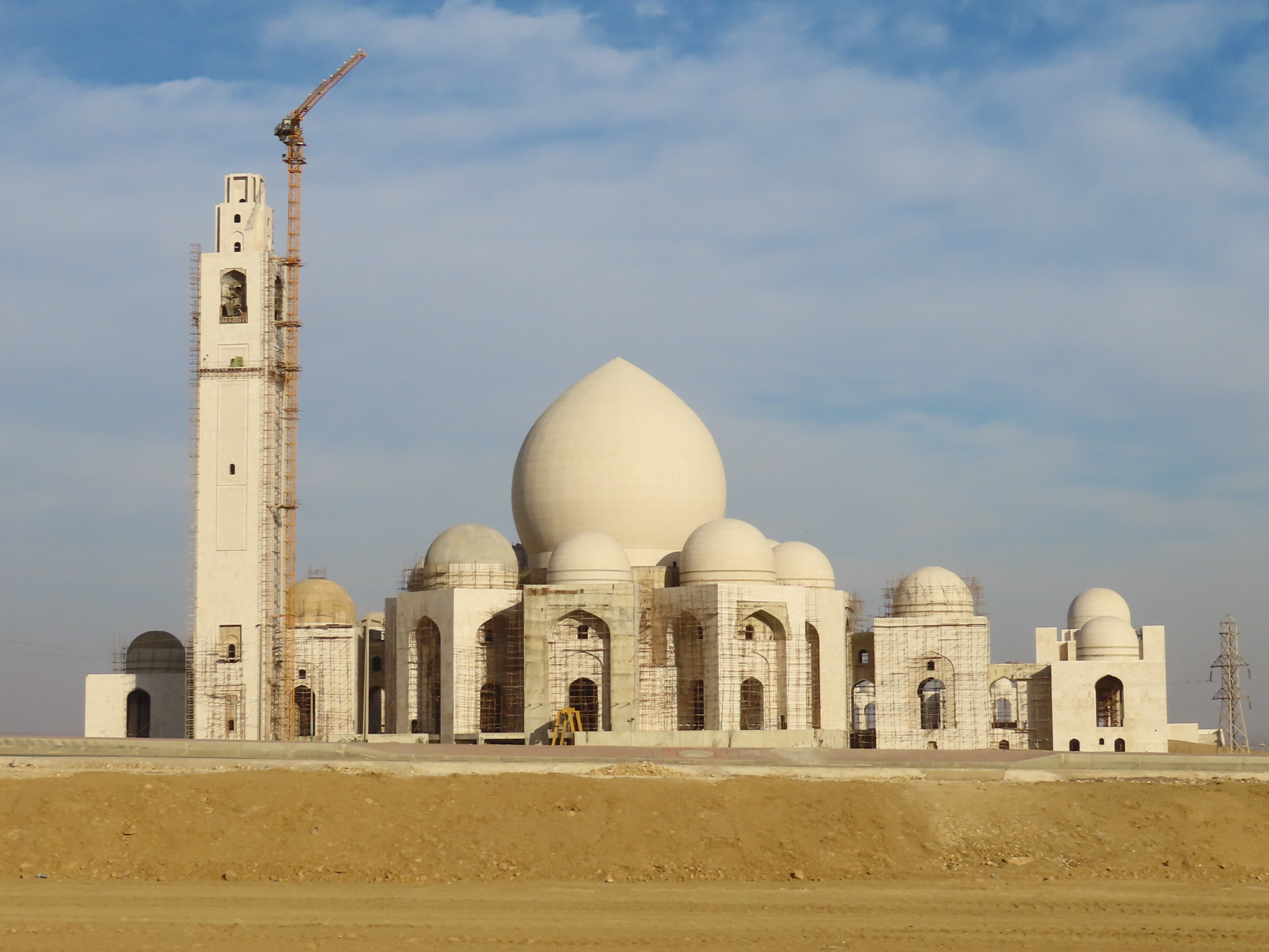
建设中的大贾米清真寺

大贾米亚清真寺（乌尔都语：گرینڈ جامع مسجد，罗马化：graiṇḍ jāmi' masjid）是位于巴基斯坦卡拉奇巴里亚镇正在建设的文化综合体。竣工后，该建筑群将包括巴基斯坦最大、按容量计算世界第三大的清真寺。这座清真寺将能够同时容纳80万名礼拜者。

## 设计
大清真寺融合了莫卧儿和波斯建筑风格。在 60 英尺（18 m）的山顶上选择了 50 英亩（20 公顷）的区域，以便从几英里外就可以看到清真寺。该设计包括一座 325 英尺（99 m）的尖塔。清真寺共有 150 个圆顶。最大的单体穹顶高度为75米。建筑采用来自俾路支省的优质米色大理石。该建筑群将被大花园包围，花园的四个侧面都被拱形墙包围。
清真寺的庭院内将设有喷泉。为了保护信徒免受阳光照射，庭院将配备电动遮阳伞。